# Alice Samter

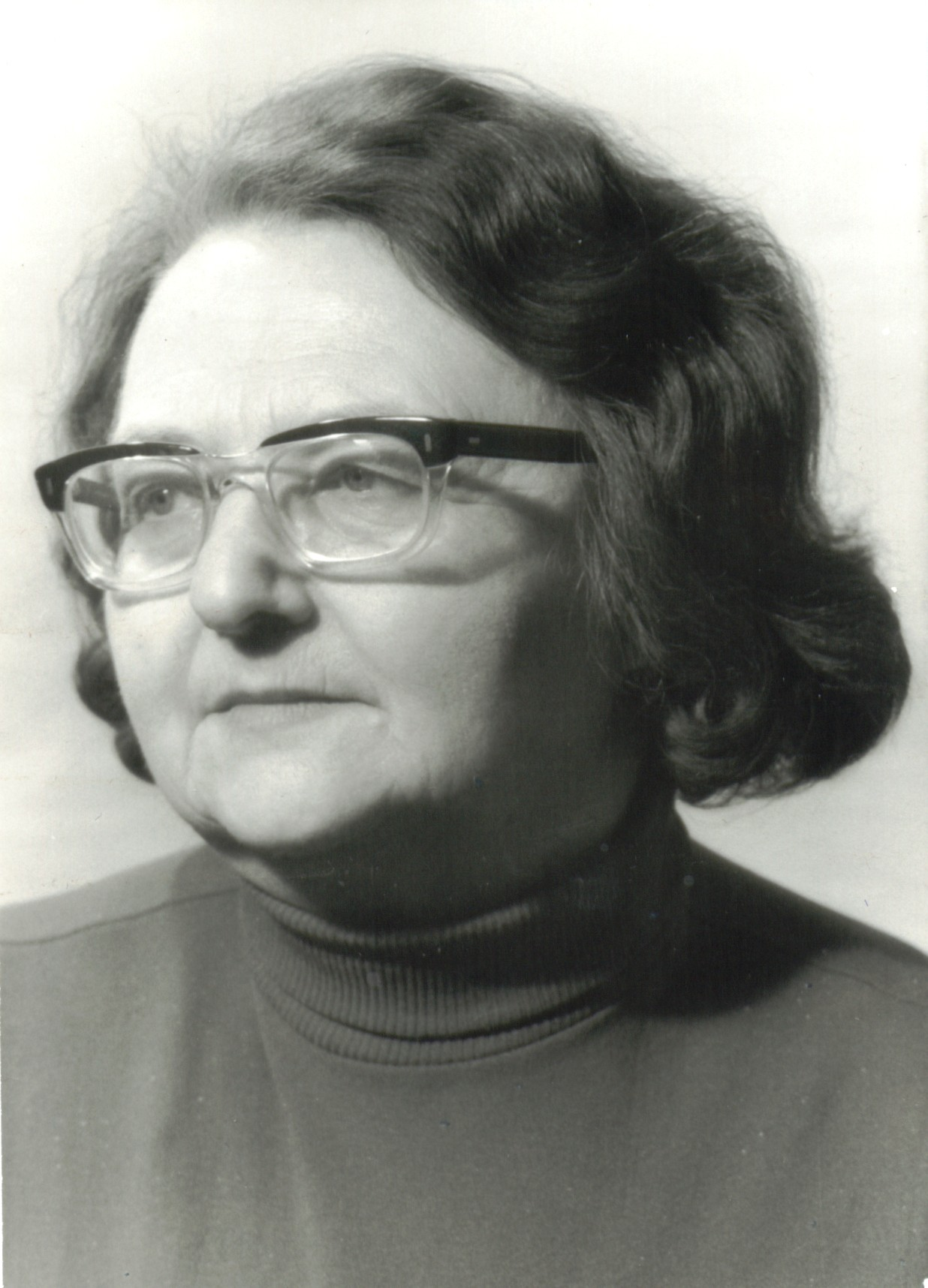
Alice Samter, Dezember 1973

Alice Samter (* 11. Juni 1908 in Berlin; † 19. März 2004 ebenda) war eine deutsche Komponistin und Musikpädagogin. Das umfangreiche Werkverzeichnis der Aphoristikerin weist einen prägnanten Kammermusikstil und neben einer großen Anzahl von Kompositionen in kleinen Besetzungen auch Bühnenwerke auf.

## Leben

### Herkunft und frühes musikalisches Interesse

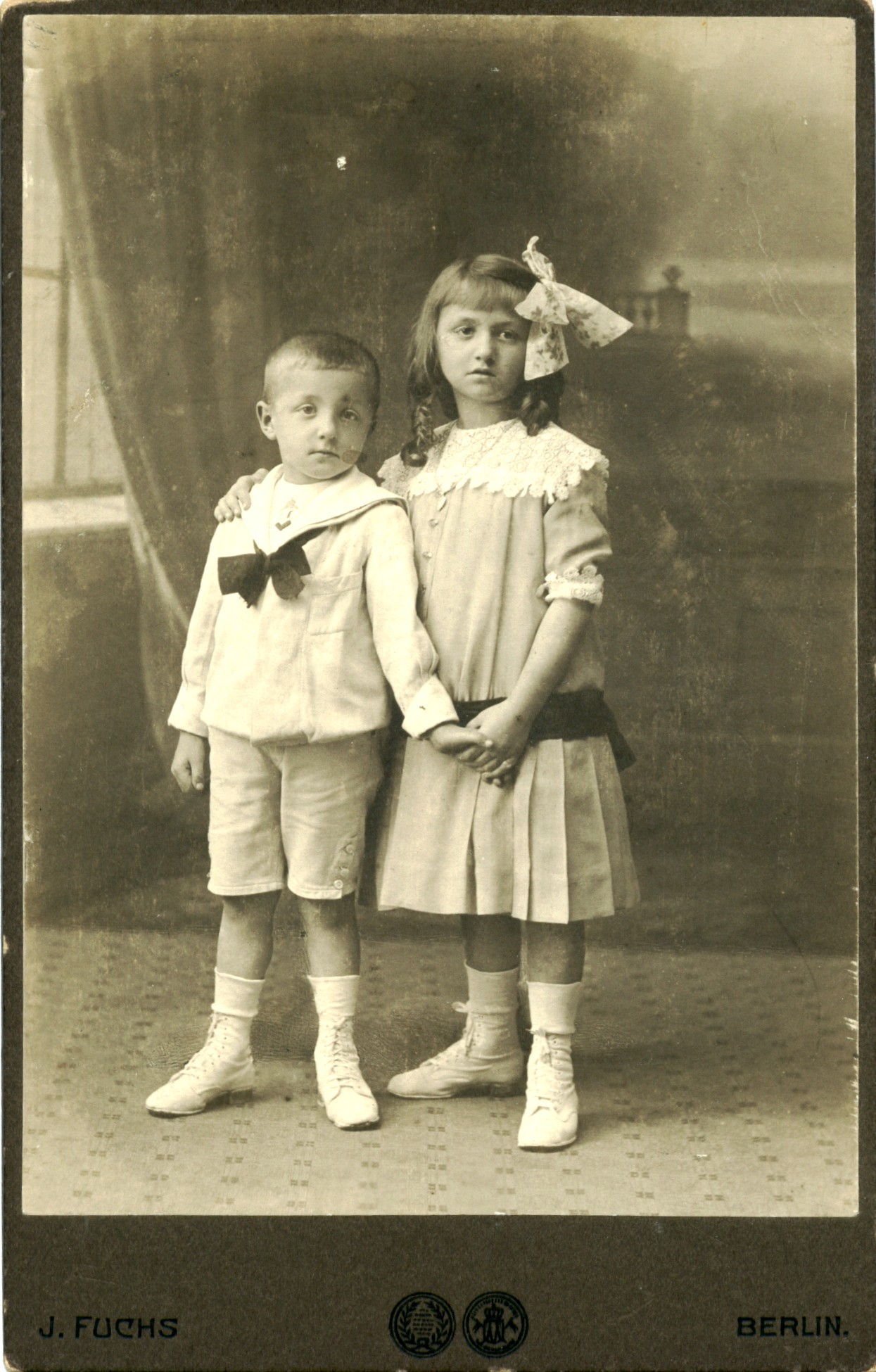
Alice Samter und ihr Bruder Rudolf im Jahr 1918

Alice Samter stammt aus einer Berliner Familie des gehobenen Bürgertums. Der Vater, Georg Samter, war Textilkaufmann und unterhielt eine eigene Handelsvertretung. Die Mutter, Susanne Rothe, war Lehrerin und trat nach der Heirat im Jahr 1909 aus dem Schuldienst aus. Am 4. Oktober 1909 wurde ihr Bruder Rudolf geboren. Die Lebensqualität im Elternhaus verschlechterte sich bedingt durch den Ausbruch des Ersten Weltkriegs.
Der Vater unterstützte die Begeisterung seiner Tochter für die Musik durch die Anschaffung eines Orchestrions und eines Radiogeräts. Im Alter von neun Jahren erhielt Alice Samter Klavierunterricht und schrieb erste Kompositionen. Dass Alice Samter zu diesem Zeitpunkt noch gar keine Noten lesen konnte, sondern kleinere Etüden nach Gehör wiedergab, hatte die Lehrerin zunächst gar nicht bemerkt. Alice gab schnell selber Musikunterricht für die Nachbarskinder, um den eigenen Unterricht zu finanzieren.
Durch häufige Konzertbesuche wuchs die Begeisterung für Klaviersonaten großer Meister, allen voran Emil von Sauer, Ludwig van Beethoven, Robert Schumann, Franz Schubert und Johannes Brahms.

### Ausbildung und früher Beruf

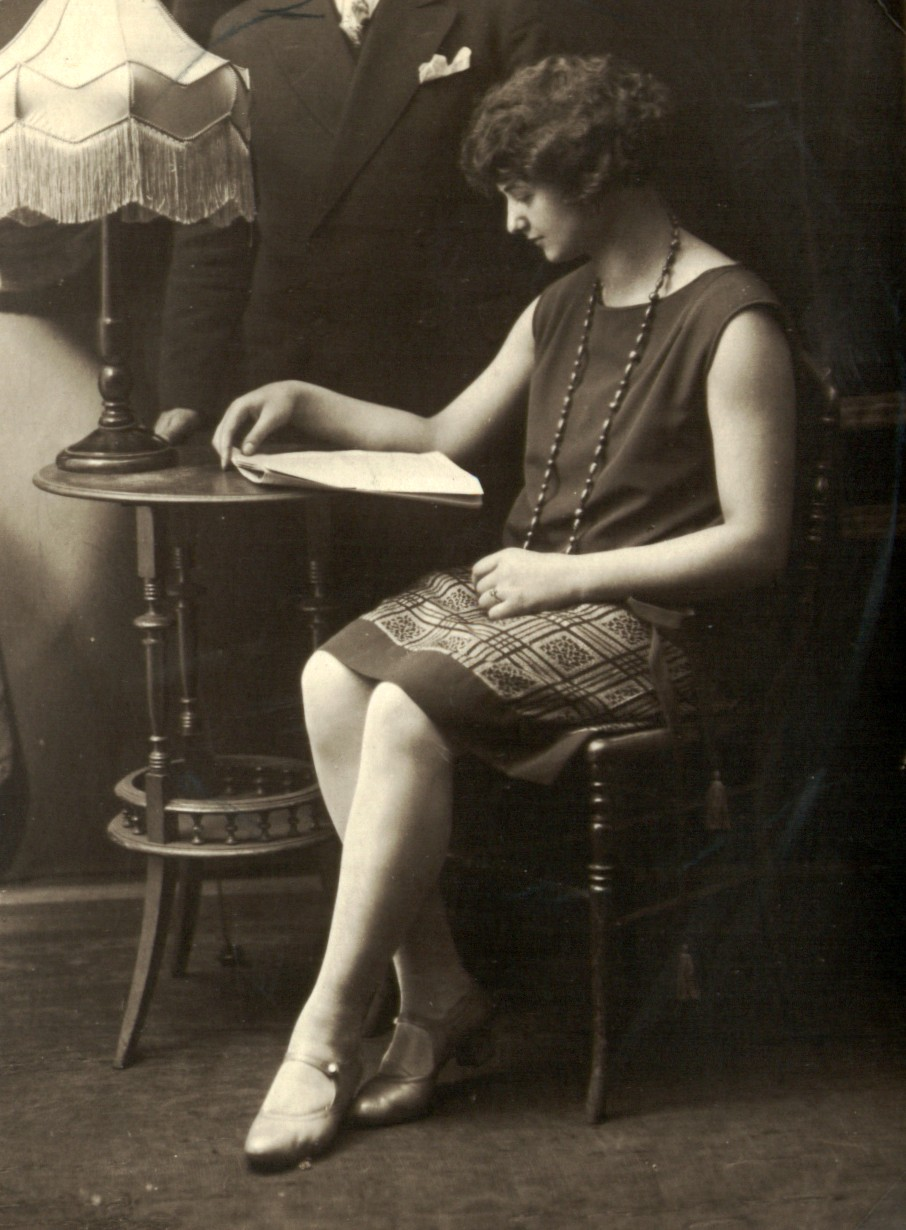
Alice Samter im Jahr 1928

Ab April 1923 besuchte Alice Samter die höhere Handelsschule, da die Familie aufgrund der fortschreitenden Asthma-Erkrankung des Vaters († 1926) bereits absehen konnte, dass Alice Samter sehr bald einen Beitrag zum Lebensunterhalt würde leisten müssen. Ein Studium war nicht finanzierbar und zu dieser Zeit für Frauen nicht üblich.
Wegen guter schulischer Leistungen wurde Alice Samter von der Besuchspflicht der weiterbildenden Berufsschule befreit und konnte bereits im Oktober 1924 ihre erste berufliche Anstellung aufnehmen. Bis 1943 arbeitete sie als Stenotypistin und Kontoristin oder als Sekretärin für verschiedene Berliner Arbeitgeber.

### Musikalische Ausbildung und Eintritt in den Schuldienst
Ab 1930 intensivierte Alice Samter die Musikausbildung durch Unterricht bei der Pianistin Else Blatt, danach bei Amalie Iwan und Stark am Klindworth-Scharwenka-Konservatorium. Bei Gerhard F. Wehle studierte sie Improvisationen, bei Karl Ristenpart Chorleitung.
Erst 1945 fand die erste öffentliche Aufführung eines Werkes der Komponistin statt. Seither werden ihre mehr als 300 Werke sowohl in Österreich, Frankreich, Holland, Venezuela, Australien, Schweden und in den USA oft aufgeführt und gespielt.

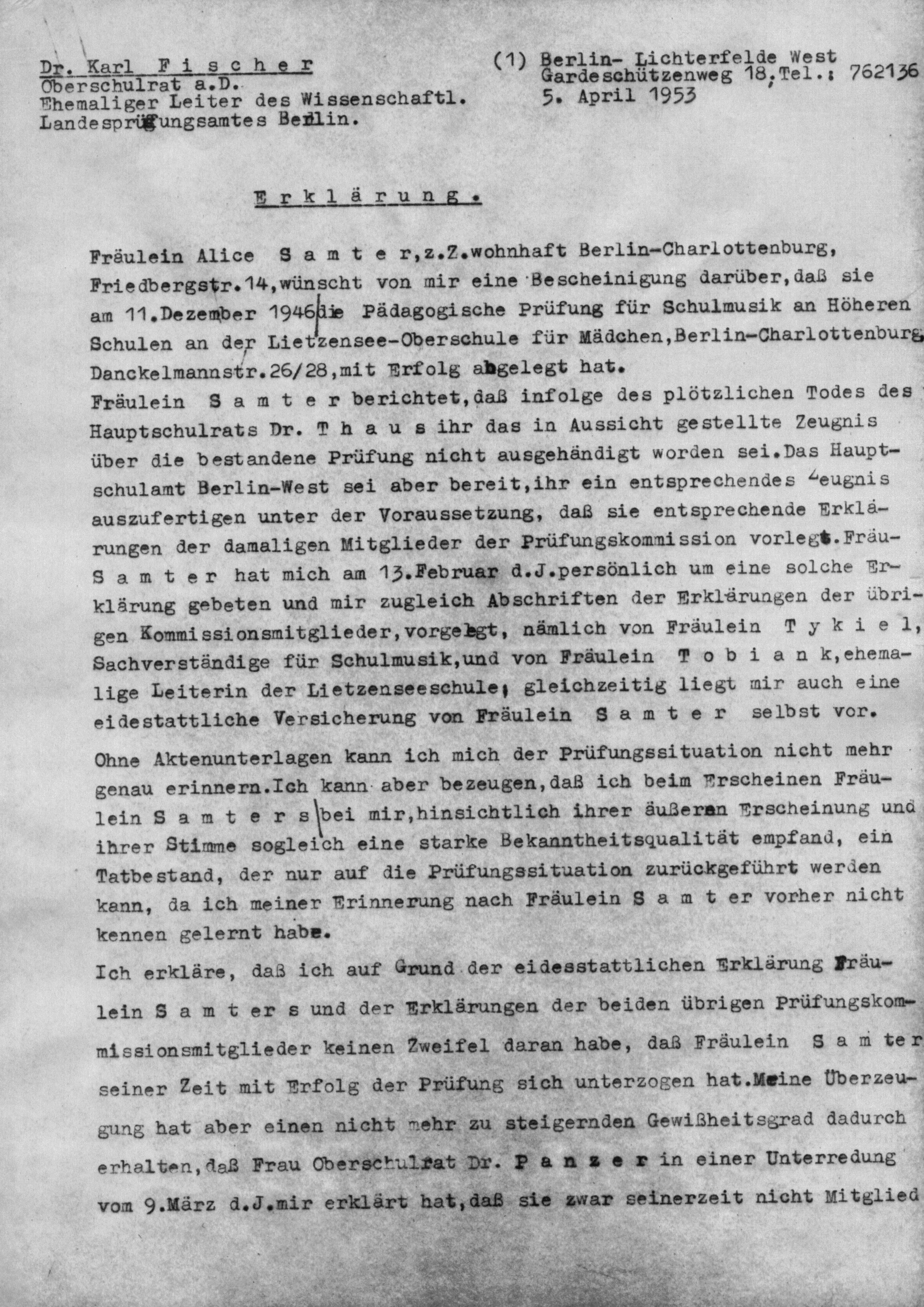
Eine von zahlreichen Erklärungen (Ausschnitt) über die 1946 absolvierte pädagogische Prüfung für Schulmusik an Höheren Schulen, die erst im Frühjahr 1953 zur Anerkennung des Examens führten, Berlin 1952

Nach Kriegsende konkretisierte sich der Wunsch, aus dem Hobby einen Beruf zu machen. Am 6. August 1945 bescheinigte die Kammer der Kunstschaffenden, Abteilung Musik, die Registrierung als Pianistin, womit der Grundstein für eine musikalische Berufsausübung gelegt war. Unter Mithilfe des neu gegründeten Kunstamtes in Berlin-Charlottenburg erhielt Samter eine Anstellung auf Probe an der Lietzensee-Oberschule, die mit der Auflage verbunden war, nach einer angemessenen Einarbeitungsphase als Lehrerin die erforderliche amtliche Prüfung nachzuholen. Die qualifizierten Vorstudien verhalfen Samter zur Hochschuleinstufung ins 8. Semester und bereits Ende 1946 erfolgte das Examen zur Musikpädagogin an Höheren Schulen. Da aufgrund des plötzlichen Todes eines Mitglieds des Prüfungsausschusses keine Aufzeichnungen über den Prüfungsverlauf vorlagen, wurde das Examen erst im Frühjahr 1953 – nach zahlreichen Gutachten und schriftlichen Erklärungen der übrigen Mitglieder des Prüfungsausschusses – anerkannt.

### Erste Erfolge als Komponistin
1953 entstandenen ihre Lieder für Sopran und Klavier nach Texten von Christian Morgenstern. Von ihrem Mentor Siegfried Borris bekräftigt, reichte Alice Samter die Morgenstern-Lieder beim Verband der Musikerzieher und konzertierenden Künstler (VDMK) ein, was zur Aufnahme in ein Programm im Konzertsaal der Amerika-Gedenkbibliothek führte und zum ersten großen Kompositions-Erfolg wurde.
Nach der Versetzung an die Werner-von-Siemens-Oberschule in Spandau schrieb sie 1956 ihre erste Schuloper – „Der kleine Graf“. 1958 initiierte sie an gleicher Stelle das Puppenspiel „Das Zauberhorn“, wofür ihre zwischenzeitlich erlangte Zusatzausbildung als Kunstpädagogin hilfreich war, da die Schüler im Rahmen des Unterrichts die Anfertigung des Bühnenbildes und der Kostüme übernahmen.

### Entstehungsphase der Hauptwerke
Ausgehend von der Idee des Musikwissenschaftlers Wolfgang Poch, ein neues Opernensemble in Berlin zu gründen, erhielt Alice Samter 1967 den Auftrag, eine Neufassung von „The Beggar´s Opera“ von Johann Christoph Pepusch zu arrangieren und eine aktuelle Ouvertüre zu komponieren. Erschwert durch die Restriktion, lediglich sieben Instrumentalisten plus Sänger und Chor zuzulassen, entstand „Die Bettleroper“, welche am 16. Januar 1968 im Neuköllner Cäciliensaal als Premiere der Berliner Kammeroper uraufgeführt wurde.
Im Anschluss entstand das Bühnenwerk „Die Nachtwache“ nach Texten von Nelly Sachs, dessen Uraufführung jedoch erst im November 2001 in Spandau erfolgte.

### Nach der Pensionierung
Ab 1970 bediente Alice Samter praktisch jede Sparte der Kammermusik. Alice Samter beschäftigte sich weiter mit den Texten von Nelly Sachs und rundete ihr Repertoire auch durch humorige Kompositionen, z. B. „Der Kartoffelpuffer“ ab.
Für ihr kompositorisches Lebenswerk und das vielfältige Engagement im Kulturleben, wie durch Gründung eines Arbeitskreises für Kammermusik im VDMK (jetzt Deutscher Tonkünstlerverband), die Leitung der Gruppe Musik der Künstlervereinigung GEDOK und die Mitarbeit im Arbeitskreis „Frau und Musik“ erhielt Alice Samter zahlreiche Ehrungen, u. a. das Bundesverdienstkreuz.

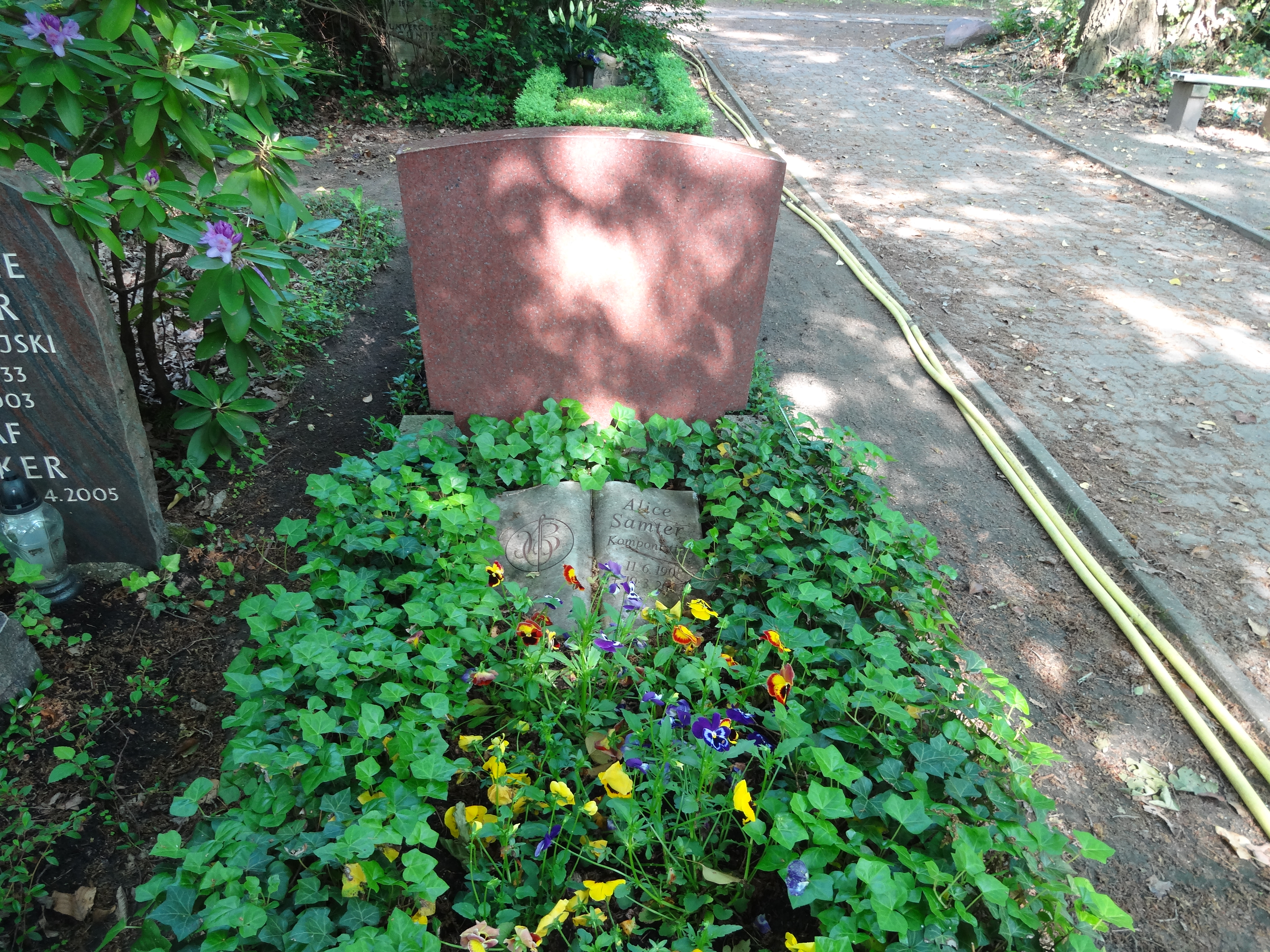
Grab von Alice Samter auf dem Friedhof Heerstraße in Berlin-Westend

Alice Samter starb am 19. März 2004 im Alter von 95 Jahren in Berlin an Herzversagen. Ihr Grab befindet sich auf dem landeseigenen Friedhof Heerstraße in Berlin-Westend (Grablage: IV-3-26). Der Grabstein hat die Form eines liegenden aufgeschlagenen Buches.

## Werke

### Bühnenmusik
- Die Bettleroper (Gay – Pepusch), (1967) bearbeitet für Kammerensemble (Flöte, Oboe, Violine 1 und 2, Viola, Violoncello, Kontrabass und Klavier) Sänger und Chor
- Die Nachtwache (Nelly Sachs), (1967/68) für Oboe, Klarinette, Trompete, Posaune, Violine, Violoncello, Kontrabass, Klavier, Schlagzeug, Sänger, Sprecher und Chor
- Proteus  (Paul Claudel – Bühnenfassung: W. Poch), (1968) für Flöte oder Sopranino, 3 Violinen, 3 Violoncelli, 3 Kontrabässe, Trompete, Klarinette, Klavier/Cembalo, Akkordeon und Schlagzeug
- Das Schattenleben des Herrn A. (1973), Musik zum Tanz- und Pantomimenspiel von Lizzie Hosaeus für B-Trompete, Fagott, Trommel mit Saiten, Kontrabass und Klavier
- Die Schule der Witwen (Jean Cocteau), (1976) für Sopran, Violine, Violoncello und Klavier

### Werke für die Schule
- Schuloper (1957)
- Puppenspiel (1958)
- Maskenspiel (1966)

### Chormusik
- Wir Geretteten (Nelly Sachs), (1970) für Frauenchor, Violine, Violoncello und Klavier, 10’
- Zwei Chöre (1986) für 4 gemischte Stimmen: Die Affen (Wilhelm Busch) – Die Schnupftabaksdose (Joachim Ringelnatz), 6’
- Die ideale Frau (Margret Gottlieb), (1987) für 3 gleiche Stimmen, 4’
- Freiheit-Gleichheit-Brüderlichkeit (1988). Kantate für gemischten Chor, Alt, Flöte, Klarinette, Trompete, Violoncello, Kontrabass und Percussion, 14’
- Die ideale Frau (Margret Gottlieb), (1988), dreistimmiges Chorlied

### Vokalmusik
- Sechs Wechselgänge (Klabund), (1960) für Mezzosopran, Bariton, kleines Schlagzeug und Klavier: Si Schy – Das rote Zimmer – Die weiße und rote Rose – Die drei Genossen – Abschied – Das Lied vom Kummer, 13’
- Die Selbstkritik (Wilhelm Busch), (1962) für 3 Stimmen, 3‘
- Die Kartenhexe (Walter Mehring), (1966) für Sprecher und Klavier, 3‘
- Erfindungen (1966). 5 Chöre nach Christian Morgenstern für 3 Stimmen, Blockflöte und Klavier: Die Korfsche Uhr – Palmströms Uhr – Die Geruchsorgel – Die Tagnachtlampe – Palmströms Chronometer, 12‘
- Der Kartoffelpuffer (Else Lasker-Schüler), (1967). Ulkiade für Sopran oder Tenor, Klavier und Sprecher mit Humor, 7‘
- Drei Duette (Wilhelm Busch), (1967) für Sopran, Bariton, Klarinette, kleines Schlagzeug und Klavier: Hund und Katze – Der Einsame – Selbstkritik, 7‘
- Zwei Goetheworte (1968) für 4 Stimmen und Klavier vierhändig: Im Atemholen – Getretener Quark, 2‘
- Ode an Singer  (Paul Andre van Ostaijen), (1969) für Sopran, Sprecher und Klavier, 4‘
- Der Schaffner (Jaques Prevert), (1969) für Bariton, Klavier und Sprecher, 3‘
- Der Schaffner (Jaques Prevert), (1969) für Sprecher und Klavier, 3‘
- Morgenmahlzeit (Jaques Prevert), (1969) für Sprecher und Klavier, 2,5‘
- ‘s gibt hungrige Leute (Trindade), (1969) für Sprecher, Sprecherin und Klavier, 2,5‘
- Drei Chöre nach der Mitternacht (Nelly Sachs), (1970) für 3 gemischte Stimmen (auch Chor), Klavier oder Orgel: Stimme des heiligen Landes – Chor der Geretteten – Chor der Schatten, 12‘
- Stimme des heiligen Landes (Nelly Sachs), (1970) für Singstimme, Posaune und Orgel, 6‘
- Hellbrunn-Zyklus (Rosita Magnus), (1971) für Sopran, Flöte, Oboe und Fagott: Frühling in Hellbrunn – Der Hund aus Stein – Flora – Verträumtes Hellbrunn – Hermes – November, 15‘
- Tänzerinnen (1972). 3 Lieder nach Nelly Sachs, Else Lasker-Schüler, Georg van der Vring für Sopran, Flöte (auch Piccolo), Klarinette (auch Baßklarinette) und Klavier: Die Tänzerin – Mein  Tanzlied – Tanz im Grase, 9‘
- Fünf Oboenlieder (Christa Reinig, Frederika Bremer, Mascha Kaleko und Pieritz), (1977) für Singstimme und Oboe, 11‘
- Gott schuf die Sonne  (Christa Reinig), (1986) für Singstimme und kleines Percussionsinstrumentarium, 6‘
- Drei Duette (Christa Reinig, Mascha Kaleko), (1987) für Mezzosopran und Alt: Gott schuf die Sonne – Kurzer Dialog – Kein Neutöner, 8‘
- Die ideale  Frau (Margret Gottlieb), (1987) für Sopran und Schlagzeug, 4‘
- Tanz im Grase (Georg van der Vring), (1975/88) für Singstimme, Oboe und Klavier, 5‘
- Wiedersehn mit Dr. Vielfraß (Mascha Kaléko), (1991) für Sopran und Oboe, 3-4‘
- Maskenball im Hochgebirge (Erich Kästner), (1992) für Stimme mit Percussion, Oboe und Klavier
- Drei Cellolieder (2003), Fremd (Sarah Haffner), Mein Zuhause (Stefan Reisner), Rose (Ingeborg Drews) für V’Cello und Singstimme

### Klavierlieder
- Vier Lieder (Christian Morgenstern), (1954): Der Rock – Igel und Agel – Das Hemmed – Das Perlhuhn, 6‘
- Drei Lieder (Rainer Maria Rilke), (1954): Der Panther – Herbsttag – Das Karussell, 7‘
- Drei Lieder (Stefan George), (1968): Lied – Fenster, wo ich einst... – Dies ist ein Lied für dich, 6‘
- Zwei Lieder (Guillaume Apollinaire, Edith Södergran), (1969): Grimace d`Artiste -Herbst, 5‘
- Gedanken  eines Revuemädchens (Bertolt Brecht), (1969)
- Mit Katzenaugen (Angelika Wiebach), (1969)
- Drei Lieder Nelly Sachs >Chöre nach der Mitternacht< (1970): Stimmen des Heiligen Landes – Chor der Geretteten – Chor der Schatten, 10‘
- Vier Lieder (Christa Reinig), (1971/68/80/69): Der Zeitungsbote – Katzenverfassung – Gott schuf  die Sonne – Mein  Besitz, 7‘
- Zwei Lieder (Wolfgang Borchert, Arno Holz), (1971): Winter – Winter,  5‘
- Song of yourself (Heinz Joseph Heise), (1970), 4‘
- Sechs Lieder (Rosita Magnus), (1971), mit Dias: Junge Mutter – Die Ärztin – Heliade – Die Mondin – Die Greisin – Engel der Arbeit, 13‘
- Zwei Lieder (Ingeborg Bachmann), (1969/72): Reklame – An die Sonne, 10‘
- Berlin-Zyklus (Aldona Gustas), (1972). 5 Lieder: Im Tiergarten schwamm ein Karpfen – Der Wind geigt – Die Sonne  lustwandelt – Neulich sah ich – Der Tiergarten ist mit Schwänen familiär – Der Tag war heiß, 12‘
- Hellbrunn – Zyklus (Rosita Magnus), (1972) für Sopran und Klavier: Frühling  in Hellbrunn – Der Hund aus Stein – Flora Verträumtes Hellbrunn – Hermes – November, 15‘
- Tänzerinnen (Nelly Sachs, Else Lasker – Schüler, Georg van der Vring) (1975). Drei Lieder: Die Tänzerin – Mein  Tanzlied – Tanz im Grase, 9‘
- Perspektiven der Zeit (1994) (Rose Ausländer), für 5 Solo-Frauenstimmen, 10’

### Kammermusik
- Drei Tanzminiaturen (1955) für Klarinette und Klavier, 5‘
- Sketch für 3 Holzbläser (1970) für Oboe, Klarinette und Fagott, 8‘
- Sketch II (1970) für Flöte, Klarinette und Fagott, 8’
- Blockflötentrio (1970)
- Permutation (1970) für Violoncello und Klavier, 9‘
- Mobile (1971) für Oboe und Fagott, 7‘
- Dialog (1971) für Violine und Klavier, 7‘
- Mini-Trilogie (1972) für Violine und Klavier, 7‘
- Aspekte (1972) für Flöte und Klavier, 9‘
- Kaleidoskop (1973) für Flöte und Violine, 7‘
- Kontrapost I (1974) für Flöte, Altblockflöte und Klavier, 10‘
- Aspekte (1974) für Flöte und Cembalo, 8‘
- Les extremes se touchent (1974) für Klarinette, Violoncello und Klavier, 9‘
- Rivalités (1974) für Flöte, Klarinette, Violoncello und Klavier, 10‘
- Fraternité (1975) für Violoncello und Klavier, 7‘
- Facetten (1976) für Flöte und Klavier, 8‘
- Metamorphosen (1976) für Violine und Klavier, 10‘
- Kontrapost II (1976) für Flöte, Klarinette und Klavier, 10‘
- Essay (1977) für Violine und Zymbal, 6‘
- Episoden (1977) für Violine und Viola, 7‘
- Trialog  (1978) für Violine, Kontrabass und Klavier, 8‘
- Metamorphosen (1978) für Violine und Cembalo, 9‘
- Mosaik (1978) für Kontrabass und Klavier, 7‘
- Rotation (1978) für Flöte und Zymbal, 5‘
- Klaviertrio (1979) für Violine, Violoncello und Klavier, 8‘
- Nelly-Sachs-Trio (1979) für Violine, Violoncello und Klavier, 8‘
- Hundert Takte (1980) für Gitarre und Cembalo, 4‘
- Hundert Takte (1980) für Gitarre und Klavier, 5‘
- Dedikation (1983) für Klarinette, Horn und Klavier, 9‘
- Zueignung (1983) für Flöte, Posaune und Klavier, 8‘
- Quintetto giocoso (1983) für Flöte, Oboe, Violine, Violoncello und Klavier, 7‘
- Imaginationen (1985) für Flöte, Klarinette, Trompete, Violoncello, Percussion und Klavier: Beunruhigende Ruhe – Ein neuer Tag – Durchdringung, 15‘
- Duettino (1986) für Klarinette und Orgel, 6‘
- Charlottenburger Mosaik (1987) für Flöte, Klarinette, Fagott, Violoncello, Percussion und Klavier, 16‘
- Balance (1990) für Violoncello und Klavier, 8‘
- Variatio delectat (1990) für Flöte, Oboe, Klarinette, Fagott, Horn und Percussion, 9‘
- 4 Ungleiche (1990) für Flöte, Violoncello, Percussion und Klavier, 8‘
- Spohr up to date (1991) für Oboe und Klavier mit Percussion, 8‘
- Hommage a Vivaldi (1992) für Flöte, Oboe, Violine, Violoncello und Cembalo
- Zwiegespräch (1993) für Flöte und Klarinette, 4-5‘
- Marginalien (1993) für Flöte, Cello und Klavier oder Cembalo, ca. 6‘
- Variatio delectat (1993) Fassung für Flöte, Oboe, Klarinette und Fagott, 8-9‘
- Zwiegespräch (1993) für 2 Flöten, 4-5’
- Impulse (1993) für Flöte und Fagott, 4-5’
- Musik für 8 Bläser (1994), Oboe, Klarinette, Fagott und Horn, 7-8’
- Kontraste (1995), Konzert für Flöte, Oboe, Klarinette, Fagott, Horn und Streicher, 10’
- Akzente (1995) für Flöte, Oboe, Klarinette, Fagott und pno., 12’
- Hommage an Heidelberg (1996) für Vl., pno. und perc., 5’ Cum grano salis (1996) für Flöte und Harfe, 6’
- Streichquartett (1999), 8’
- Ein japanisches Volkslied (1999)(Vla. – V’Cello), 3’

### Klavierwerke
- Drei Aphorismen (1962), 5‘
- Drei Phasen (1968), 5‘
- Match (1970), 4‘
- Prisma (1972), 10‘
- Drei Klavierstücke zu Plastiken von Jos. Magnus, (1973), 5‘
- Duo ritmico (1973), vierhändig, 7‘
- Eskapaden (1974), 7‘
- Varianten (1976), 8‘
- Gemini (1976), vierhändig, 7‘
- Zwanzig Finger auf dem Klavier (1989), 5‘
- Interjektion (1993) für Klavier
- Mixture (1995), pno-, 5’

### Werke für andere Soloinstrumente
- Prisma (1972) für Orgel, 9‘
- Monolog einer Geige (1973), 7‘
- Flötenmonolog (1973), 7‘
- Monolog (1975) für Violoncello, 4‘
- Monolog einer Baßklarinette (1984), 7‘
- Klarinette allein (1985), 7‘
- Für eine Posaune (1986), 6‘
- Interludium für Oboe d’amore (1987), 4’
- Interludium für Oboe (1987), 4’
- Für ein Fagott (1989)
- Vogelstückchen (1992) für Flöte
- Musik für die Harfe (1997), 4-5’
- Im Wald (1998) (Musik für Horn solo), 5-6’

## Rezeption

### Noten in Archiven, Katalogen
- Die Staatsbibliothek Preußischer Kulturbesitz in Berlin archiviert und katalogisiert die Autographen, Fotos, Briefe etc.
- Die Amerika-Gedenkbibliothek in Berlin archiviert die Noten und Schallplatten etc.
- Noten und Schallplatten sind ebenfalls im Archiv von GAUDEAMUS in Amsterdam zu finden.
- Ferner befinden sich im Manuskripte-Archiv VDMD in München sowie in vielen Universitäten der USA Noten von Alice Samter.
- Alle Noten im Archiv der Hochschule der Künste Berlin, Fakultät Musik.

### Mitarbeit in Gremien
- Mitglied der IL WC, International League of Woman Composers, USA
- Delegierte in den Berliner Kulturrat
- Mitglied des „Internationalen Arbeitskreises Frau und Musik“
- Mitglied der GEDOK, Berlin

### Ehrungen
- Verleihung des Verdienstkreuzes am Bande der Bundesrepublik Deutschland an Alice Samter am 23. März 1988
- Ehrenmitgliedschaften: „musica rara“ Erfurt, „GEDOK Berlin“, „Frau und Musik, Kassel“